# ユビレーア・スィンボーロ
ユビレーア・スィンボーロ（jubilea simbolo）とはエスペラントのシンボルとして提案されたものである。直訳すると「記念シンボル」である。球状のデザインから、エスペラント卵（Esperanto-ovo）、エスペラントメロン（Esperanto-melono）、ラグビーボール（rugbea pilko）などとも呼ばれる。
左半分には、エスペラントの頭文字であるE、右半分には左右を転写したE（キリル文字のЭに対応）を配し、東洋と西洋が一つになる形をイメージしている。当時はまだ冷戦であり、ソビエト連邦を盟主とする共産主義（社会主義）陣営とアメリカ合衆国を盟主とする資本主義陣営が対立していた時代であった。
1987年、世界エスペラント協会はエスペラント発表100周年を記念したシンボルを募集し、ブラジルのエスペランティストが描いたこのデザインを採用することを1983年に決定した。その後このデザインはさまざまな用途で広く使われている。
緑星旗は長年エスペラントのシンボルとして使われているが、エスペランティストの一部には、この旗はエスペラントをよく知らない人にセクトやナショナリズムを連想させてしまうという意見があり、そのような人たちは代わりに「ユビレーア・スィンボーロ」を積極的に使用する。日本では、緑星旗に比べてほとんど使われていない。
球の内部に緑の星を配したバリエーションもある。